# Marche du sel
 (avril 2025).
Si vous disposez d'ouvrages ou d'articles de référence ou si vous connaissez des sites web de qualité traitant du thème abordé ici, merci de compléter l'article en donnant les références utiles à sa vérifiabilité et en les liant à la section « Notes et références ».

Gandhi pendant la marche du sel.

La « marche du sel » est une manifestation entamée par Mohandas Karamchand Gandhi le 12 mars 1930, contestant la taxe sur le sel du régime colonial en vue d'arracher l'indépendance de l'Inde aux Britanniques.

## Contexte
Dans les années précédentes, le Mahatma a multiplié les manifestations non violentes et les grèves de la faim en vue d'obtenir, pour l'empire des Indes, un statut d'autonomie analogue à celui dont bénéficient les colonies à population européenne telles que le Canada ou l'Australie.
Faute de résultat, certains membres de son parti, le parti du Congrès, s'impatientent et menacent de déclencher une guerre en faveur de l'indépendance.
Gandhi, pour ne pas être débordé, avertit le vice-roi des Indes, Lord Irwin, futur Lord Halifax, que sa prochaine campagne de désobéissance civile aura pour objectif l'indépendance.

## Marche
C'est ainsi qu'il quitte son ashram des environs d'Ahmedabad, au nord-ouest du pays, accompagné de 79 compagnons de son ashram triés sur le volet, dont il exige de chacun une prière quotidienne, le filage de 190 m de coton en trois heures et la rédaction chaque jour d'un journal intime qu'il pourra consulter à tout moment. Le long du chemin, environ 50 000 Indiens les rejoignent pour y chercher le sel par évaporation. Après un parcours à pied de 390 km en vingt-quatre jours, ils arrivent le 6 avril 1930 au bord de l'océan Indien, à Dandi (en). Gandhi s'avance dans l'eau et recueille dans ses mains un peu de sel. Par ce geste dérisoire et hautement symbolique, il encourage ses compatriotes à mettre fin au monopole de l'État britannique sur la distribution du sel.
Ce monopole oblige tous les consommateurs indiens, y compris les plus pauvres, à payer un impôt sur le sel et leur interdit d'en récolter et d'en vendre eux-mêmes. L'occupant britannique construit même de vastes barrières pour prévenir l'activité illicite de faux-sauniers : la Inland Customs Line (en). Il est analogue à l'impôt de la gabelle sous l'Ancien Régime, en France.
Sur la plage, la foule, grossie de plusieurs milliers de sympathisants, imite le Mahatma et recueille de l'eau salée dans des récipients. Leur exemple est suivi partout dans le pays. À Karachi comme à Bombay, les Indiens font évaporer l'eau et collectent le sel au vu des Britanniques. Ces derniers jettent plus de 60 000 contrevenants en prison. Le mouvement se répand aussi sur la côte est, C. Rajagopalachari, proche de Gandhi, organise une manifestation similaire dans le Madras le 13 avril 1930, une marche entre la ville de Trichinopoly et les salins de la Pointe Calimère.
Les Indiens, fidèles aux recommandations de Gandhi, se gardent bien de résister. Le Mahatma lui-même est arrêté et passe neuf mois en prison. À la fin, le vice-roi reconnaît son impuissance à imposer la loi britannique. Cédant aux injonctions du Mahatma, il libère tous les prisonniers et accorde aux Indiens le droit de collecter eux-mêmes le sel.

Illustration liées au mouvement de la marche du sel
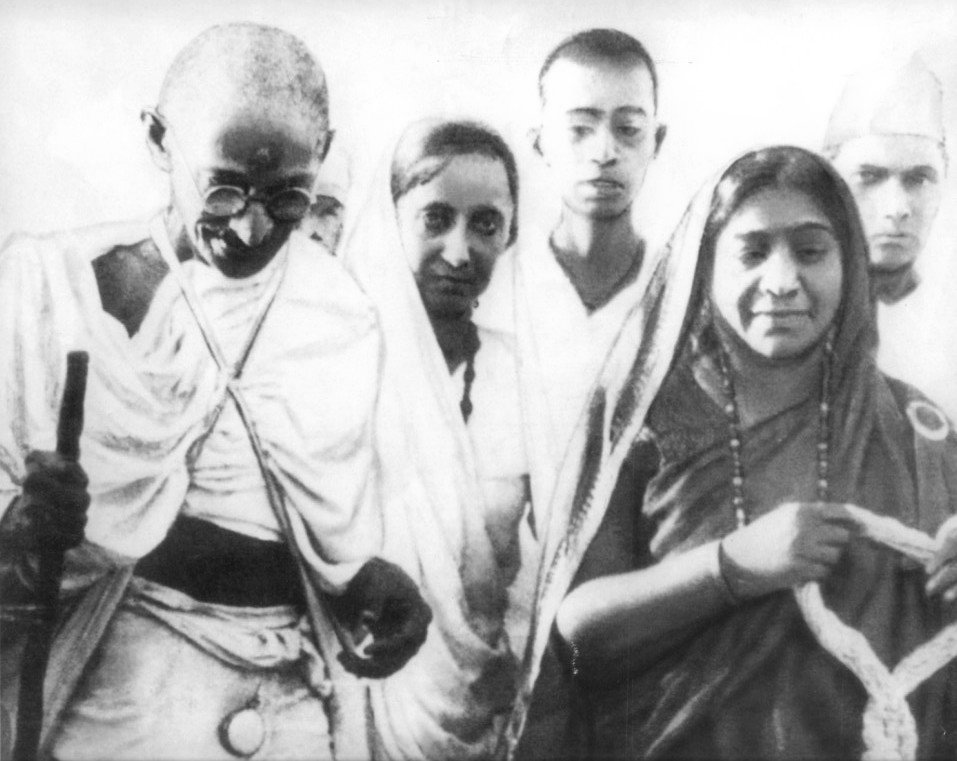
Mahatma Gandhi et Sarojini Naidu pendant la marche.
Gandhi à Dandi, le 5 avril 1930
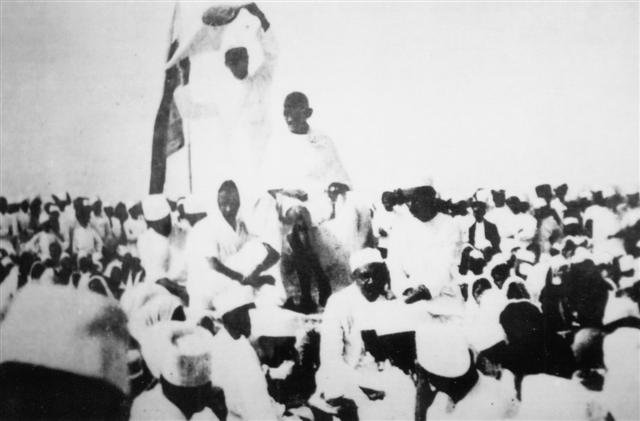
Gandhi à une manifestation durant la marche du sel.
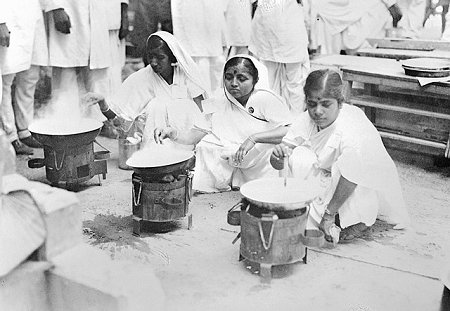
Vidéo de la marche du sel
- Préparation du repas durant la marche
Timbre commémoratif de 1980

## Conséquences
Après la marche du sel, le régime colonial subit une irrémédiable perte de prestige dont il ne se remettra en fait jamais. Gandhi est à l'apogée de son pouvoir politique et de son influence sur les masses.
Winston Churchill, ancien premier ministre du Royaume-Uni, alors dans l'opposition parlementaire, ironise sur le « fakir séditieux qui grimpe à moitié nu les marches du palais du vice-roi ».
Le Mahatma est reçu en triomphe à Londres par les Britanniques qui se résignent à une prochaine indépendance de l'Inde. Celle-ci sera retardée par la Seconde Guerre mondiale et les dissensions entre hindous et musulmans. Le 15 août 1947, l'empire des Indes deviendra indépendant tout en se scindant entre Pakistan et Inde.
La « marche du sel » apparaît aux Indiens comme l'équivalent de la « Tea Party » de Boston qui a conduit à l'indépendance des États-Unis.